# Gert
Gert eller Gerdt (ovanlig stavning) är ett huvudsakligen ett mansnamn men också ett kvinnonamn i Sverige med något hundratal kvinnliga namnbärare. Namnet är en kortform av Gerhard som är bildad av forntyska ger - spjut och harti - hård. Gert uttalas antingen med hårt g-ljud eller med j-ljud. Uttalet "järt" är vanligast. Observera att namnet inte har något att göra med det flamländska Geert eller tyskans Gerd som uttalas med hårt g i början. Gerd är i Sverige enbart ett kvinnonamn. Gert anses betyda "Den bistre spjutkämpen". Gert är tidigast belagt i Sverige år 1831, då stavat Gerdt.
Gert hade sin stora popularitetsperiod under 40- och 50-talen och ingen i Sverige har döpts till Gert som tilltalsnamn sedan 1993 enligt Statistiska Centralbyrån. Endast ett fåtal per år har fått namnet men ingen som tilltalsnamn. Namnet är extremt ovanligt bland personer yngre än cirka 50 år men har aldrig varit ett modenamn, inte ens under 40- och 50-talen.
Den 31 december 2012 fanns det totalt 10 566 personer i Sverige med namnet Gert/Gerdt, varav 6 368 med det som förstanamn/tilltalsnamn. År 2003 fick 17 pojkar namnet, men ingen fick det som tilltalsnamn.
Namnsdag: 24 september  (sedan 1986). I den finlandssvenska namnsdagslängden har Gert namnsdag 2 januari sedan 1973.

## Personer med förnamnet Gert
- Gert Nathaliespappa - skånsk författare
- Gert Aspelin – svensk konstnär
- Gert Blomé – svensk ishockeyspelare
- Gert Bonnier – svensk professor i genetik
- Gert Borgenstierna – svensk biskop
- Gert Crafoord – svensk violinist
- Gert Fredriksson – svensk kanotist, bragdmedaljör
- Gert Fröbe – tysk skådespelare
- Gert Fylking – svensk skådespelare
- Gert-Dietmar Klause – östtysk längdskidåkare
- Gert Lengstrand – svensk sångare och kompositör
- Gert Möller – svensk friidrottare
- Gert Svendsén – svensk pionjär inom kickbike-(sparkcykel)-scenen.
- Gert Wingårdh – svensk arkitekt

## Fiktiva personer med förnamnet Gert
- Gert Bokpräntare, person i August Strindbergs drama Mäster Olof från 1872 och 1878